# Fettecke
Fettecke ("rincón grasiento") era una obra del artista alemán Joseph Beuys. Consistía en la colocación de 5 kilos de manteca en un rincón del museo de Düsseldorf. 
En 1986 una limpiadora, suponiendo que la instalación era, en realidad, suciedad en el suelo, la destruyó al pasarle encima su fregona. Por esta pérdida, el estado de Renania del Norte Westfalia compensó con 40.000 marcos (unos 20.000 euros).